# Preußische Triebwagen Nr. 2031–2036, 2981–2998
Die 24 Preußischen Triebwagen Nr. 2031–2036 und 2981–2998 (ab 1910: E.T. 501–524) sowie die später gebauten sechs Wagen E.T. 525–530 waren elektrische Triebwagen der Preußischen Staatseisenbahnen. Sie wurden zwischen 1903 und 1929 auf der Anhalter Vorortbahn zwischen Berlin Potsdamer Ring- und Vorortbahnhof und Groß-Lichterfelde Ost eingesetzt. Der Einsatz auf der Lichterfelder Strecke begann als Versuchsbetrieb, bewährte sich aber sehr gut, dass er als Regelbetrieb weitergeführt werden konnte und damit wichtige Erfahrungen für die geplante Elektrifizierung der gesamten Berliner Stadt-, Ring- und Vorortbahnen lieferte.
Die Fahrzeuge entsprachen in ihrer Ausführung als vierachsige Drehgestell-Triebwagen grundsätzlich den heutigen Fahrzeugen der S-Bahn Berlin, unterschieden sich jedoch vor allem hinsichtlich der als Abteilwagen mit Seitentüren ausgeführten Wagenkästen erheblich von den dann ab 1926 in großen Serien beschafften verschiedenen Baureihen von S-Bahn-Triebwagen. Die Stromzuführung erfolgte über seitliche Stromschienen, jedoch noch mit einer niedrigeren Betriebsspannung von 550 V Gleichspannung. Mit der Umstellung der Streckenelektrifizierung auf 800 V Gleichspannung im Jahr 1929 wurden die Fahrzeuge ausgemustert und z. T. für andere Verwendungen umgebaut.

## Geschichte
Auf der Wannseebahn wurde bereits von 1900 bis 1902 ein von Siemens & Halske eingerichteter Versuchsbetrieb mit einem elektrischen Abteilwagenzug durchgeführt. Parallel wurde zwischen dem Potsdamer Ring- und Vorortbahnhof in Berlin und Groß-Lichterfelde Ost ein weiterer Versuchsbetrieb für die zu elektrifizierenden Berliner Vorortbahnen geplant. Die Königliche Eisenbahn-Direktion Berlin übertrug den Bau und Betrieb an die Union-Elektricitäts-Gesellschaft (UEG), die später in der AEG aufging. Die Strecke wurde mit 550 V Gleichspannung betrieben und am 8. Juli 1903 eröffnet. 1911 übernahm die KED Berlin die Betriebsführung und die Fahrzeuge von der AEG.
Für die Aufnahme des Betriebs standen 1903 insgesamt 18 Triebwagen zur Verfügung, davon sechs Triebwagen 2. Klasse und zwölf Triebwagen 3. Klasse. Die Züge bestanden anfangs in der Regel aus drei Wagen, wobei die Triebwagen 2. Klasse in der Mitte liefen.
Durch das gestiegene Verkehrsaufkommen auf der Vorortstrecke sah sich die Staatsbahn dazu veranlasst, im Jahr 1906 sechs weitere Triebwagen in Dienst zu stellen. Diese Triebwagen 2993 bis 2998 erhielten Abteile der 2. und 3. Wagenklasse.

Triebwagen 3951 (3. Klasse, ehem. 2981), um 1906
Dreiteiliger Triebwagenzug aus 2983 (3. Klasse), 2032 (2. Klasse) und 2984 (3. Klasse), um 1904
Triebwagen 2993 (2./3. Klasse) im Werk von van der Zypen & Charlier, 1906

Mit der Einführung des neuen Nummernplanes 1910 wurden die zu diesem Zeitpunkt vorhandenen Fahrzeuge als E.T. 501 bis 524 Berlin bezeichnet.
1912 wurde der Wagenpark um weitere sechs Abteil-Triebwagen verstärkt. Um das Wagenklassenverhältnis beizubehalten, umfasste die Lieferung einen Triebwagen 2. Klasse, einen gemischten Triebwagen 2./3. Klasse und vier Triebwagen 3. Klasse. Sie erhielten die Wagennummern E.T. 525 bis 530 Berlin. Insgesamt umfasste der Wagenpark damit 30 Triebwagen.
1921 erwarb die KED Berlin zusätzlich zwei gebrauchte Triebwagen (E.T. 531 und 532), die ursprünglich für den Einsatz auf der von der AEG gebauten GN-Bahn der Berliner U-Bahn vorgesehen waren.
| Betriebsnummer | Betriebsnummer | Betriebsnummer | Indienst- stellung | Gattungs- zeichen | Hersteller mech.         | Hersteller el. | Anzahl Sitzplätze | Klasse | Dienstmasse- | größte Achslast |
| bis 1907       | ab 1907        | ab 1910        | Indienst- stellung | Gattungs- zeichen | Hersteller mech.         | Hersteller el. | Anzahl Sitzplätze | Klasse | Dienstmasse- | größte Achslast |
| -------------- | -------------- | -------------- | ------------------ | ----------------- | ------------------------ | -------------- | ----------------- | ------ | ------------ | --------------- |
| 2031–2036      | 2031–2036      | 501–506        | 1903               | B4 esT            | Breslau                  | UEG            | 58                | 2.     | 42,5 t0      | 13,5 t0         |
| 2981–2992      | 3951–3962      | 513–524        | 1903               | C4 esT            | Breslau                  | UEG            | 79                | 3.     | 40,25 t      | 12,0 t0         |
| 2993–2998      | 2055–2060      | 507–512        | 1906               | BC4 esT           | Van der Zypen & Charlier | AEG            | 77                | 2./3.  | 40,4 t0      | 12,0 t0         |
| –              | –              | 525            | 1912               | B4 esT            | Breslau                  | AEG            | 58                | 2.     | 45,9 t0      | 12,48 t         |
| –              | –              | 526            | 1912               | BC4 esT           | Breslau                  | AEG            | 76                | 2./3.  | 44,6 t0      | 12,5 t0         |
| –              | –              | 527–530        | 1912               | C4 esT            | Breslau                  | AEG            | 79                | 3.     | 44,15 t      | 12,44 t         |

Der Versuchsbetrieb zeigte gute Ergebnisse. Im ersten Jahr des elektrischen Betriebs stiegen die Fahrgastzahlen von 4,6 auf 5,7 Millionen an, im Folgejahr wurden 6,8 Millionen Reisende gezählt. Mit den elektrischen Triebwagen konnte auf der Vorortstrecke eine wesentliche Attraktivitätssteigerung erreicht werden. Anfangs wurde mit dreiteiligen Zügen gefahren, wobei die Triebwagen 2. Klasse in der Wagenmitte liefen. Ab 1904 konnten die Züge zusätzlich durch Abteil-Beiwagen verstärkt werden. Diese waren für den elektrischen Betrieb mit je zwei Leitungskabeln versehen, um die Wagen elektrisch kuppeln zu können. Bis 1912 wurden insgesamt 18 solcher „Leiterwagen“ aus dem vorhandenen Wagenpark umgebaut. Beheimatet waren die Triebwagen im Bahnbetriebswerk Berlin Yorckstraße, die Untersuchungen führte das Ausbesserungswerk Berlin-Tempelhof durch. Ab 1927 führte das Ausbesserungswerk Berlin-Schöneweide die Instandsetzungsarbeiten durch.

Abstellgleise im Bahnbetriebswerk Yorckstraße, 1904
Untersuchung eines dreiachsigen Abteilwagen im Eisenbahn-Ausbesserungswerk Tempelhof, 1904

Die bis 1912 gelieferten Triebwagen wurden in sechs Züge zusammengestellt. Vier Züge liefen im Regelbetrieb, ein weiterer Zug diente zur Betriebsreserve und ein Zug befand sich im Ausbesserungswerk Tempelhof in Revision. Für das Jahr 1915 war die Auslieferung von weiteren 15 Triebwagen vorgesehen, davon je zwei Triebwagen 2. Klasse beziehungsweise 2./3. Klasse sowie elf Triebwagen 3. Klasse. Der Ausbruch des Ersten Weltkrieges verhinderte die Umsetzung. Da die Wartungsintervalle kriegsbedingt verlängert wurden, kam es zum häufigeren Ausfall der Triebwagen. Nach Möglichkeit wurden die Züge dann mit Vorspann einer Dampflokomotive befördert.
1929 wurde das Streckennetz der Berliner Stadt-, Ring- und Vorortbahnen einheitlich auf 800 V Gleichspannung umgestellt. Dadurch wurden die 30 Abteiltriebwagen auf der Lichterfelder Strecke überflüssig und ausgemustert, weil ihr Wagenkastenaufbau und die Türbauart nicht mehr den Vorstellungen der S-Bahn mit einem schnellen Fahrgastfluss entsprach. Einige Fahrzeuge wurden nach Ausbau der elektrischen Ausrüstung in Reisezugwagen umgebaut, andere Fahrzeuge wurden zu Bahndienstfahrzeugen umgebaut. Die jüngeren Triebwagen 525 bis 530 wurden in elektrische Bei- beziehungsweise Steuerwagen umgebaut und liefen in der Reichsbahndirektion Breslau im Zugverband mit den Triebwagen E.T. 1001 bis 1004 (ab 1941: Baureihe ET 88).

## Konstruktion

Längsschnitt Triebwagen 2. Klasse

Längsschnitt Triebwagen 3. Klasse

### Wagenbau
Der Wagentyp entsprach den damals üblichen Reisezugwagen mit Oberlichtaufbau und Abteiltüren. Der Hauptrahmen bestand aus genieteten Stahlträgern, auf ihm wurde der Wagenkasten aufgenietet, der in der Konstruktion aus einem mit Blechen beplankten Holzgerippe bestand. Die am Wagen befindlichen Drehzapfen wurden in einer hölzernen Wiege des Drehgestells geführt, diese war über Blattfedern auf dem Drehgestellrahmen gelagert. Die Abfederung der Achslager im Drehgestell übernahmen Blatt- und Evolutfedern.
Die Fahrzeuge waren mit der normalen Zug- und Stoßeinrichtung versehen. Als Druckluftbremse wurde die der Bauart Westinghouse verwendet, die als Klotzbremse ausgebildet war. Jedes Drehgestell hatte einen eigenen Bremszylinder, der Wagen zudem eine Spindelhandbremse.
Die Triebwagen waren je nach Gattung mit der 2. oder 3. Wagenklasse ausgestattet. In der 3. Wagenklasse hatte der Wagen neun von außen zugänglichen Abteile. Außer diesen Abteilen gab es noch einen Gepäckraum und einen Führerstand an einem Wagenende. Das Triebdrehgestell befand sich am Führerstandsende, am anderen Wagenende war ein antriebsloses Drehgestell angeordnet. Analog waren die Wagen der 2. Klasse aufgebaut. Sie hatten sieben Abteile und anstelle des Gepäckraumes einen Heizkesselraum. Der Heizkessel konnte außerhalb der Heizperiode durch die Wagendecke entnommen und der Raum in ein Abteil der 3. Klasse umgewandelt werden. Die Triebwagen 2. Klasse waren, da sie vorrangig in der Zugmitte liefen, nur mit einem Hilfsführerstand ausgestattet. Zwecks Masseausgleich befand sich das Triebdrehgestell bei diesen Wagen hinten.
Beheizt wurden die Wagen anfangs mit einer Koksheizung, zwischen 1919 und 1921 wurden sie auf elektrische Heizung umgestellt. Von Anfang an war die Beleuchtung der Fahrzeuge (außen und innen) elektrisch ausgeführt.

### Elektrischer Teil
Jeder Triebwagen wurde von einem Stromabnehmer versorgt, der seitlich neben dem Gleis durch Eigengewicht auf der Stromschiene lag und so die Verbindung herstellte. Die gesamte elektrische Ausrüstung des Wagens war unter dem Wagenkasten angeordnet. Die Steuerung war als Vielfachsteuerung ausgeführt. Über einen Fahrschalter wurden die betreffenden 13 Schütze der Steuerung betätigt. Die Fahrschalter lagen auf der linken Fahrzeugseite. Von 1925 bis 1926 wurde die Stromzuführung auf eine von unten bestrichene Stromschiene geändert. Die Siemens-Schuckertwerke stellten für die Umstellung einen neuen Stromabnehmer mit Doppelschleifstück vor, der bei beiden Stromschienen gleichermaßen verwendet werden konnte.
Die beiden Fahrmotoren des Wagens waren als Reihenschlussmotoren ausgebildet. Das Motorgehäuse war aus einem Block gegossen. Der Luftpresser für die Druckluftbremse war nur in den Wagen mit 3. Wagenklasse installiert.
Bei Anfahrt erreichten die Triebwagen folgende Beschleunigungen:
- bei Anfahrt in Reihe 0,5 m/s²
- bei Anfahrt in Parallelschaltung 0,23 m/s² und
- bei der kombinierten Anfahrt in beiden Stellungen 0,24 m/s².[13]

Während die Dampfzüge für die Fahrt zwischen dem Potsdamer Ring- und Vorortbahnhof und dem Bahnhof Groß-Lichterfelde Ost noch 20 min benötigten, war es mit den elektrischen Triebwagen ab 1903 möglich, die Fahrzeit auf 17 min zu verkürzen (zum Vergleich: im Jahr 2024 beträgt die Fahrzeit 16 min.)